# Speedy (DC Comics)
Speedy – dwoje fikcyjnych postaci (superbohaterów) występujących w komiksach z udziałem Green Arrowa, które wydaje DC Comics. Każdy z bohaterów jest nastoletnim pomocnikiem Green Arrowa (Olivera Queena), pełniącym podobną rolę co postacie używające pseudonimu Robin w komiksach o przygodach Batmana.
Pierwszą postacią posługującą się tym pseudonimem jest Roy Harper, którego stworzyli scenarzysta Mort Weisinger i rysownik George Papp. Zadebiutował on wraz z Green Arrowem w komiksie More Fun Comics vol. 1 #73 (listopad 1941). Kolejnym Speedym była dziewczyna o nazwisku Mia Dearden, wprowadzona w 2001 roku przez Kevina Smitha i rysowników Phila Hestera i Ande'a Parksa w drugim numerze prowadzonej przez Smitha serii Green Arrow (Green Arrow vol. 3 #2). Mia stała się następczynią Roya dopiero w 2005.
Zarówno Roy Harper, jak i Mia Dearden pojawiali się w adaptacjach komiksów DC Comics (przeważnie u boku Green Arrowa). Pierwsza w wersji aktorskiej zadebiutowała Mia Dearden, którą w dziewiątym sezonie serialu Tajemnice Smallville (Smallville) zagrała Elise Gatien. W serialu telewizyjnym Arrow, w postać Roya Harpera wcielił się Colton Haynes.

## Postacie

### Roy Harper
Po śmierci swojego ojca, Roy był wychowywany przez szamana Indian Nawaho, który nauczył go łucznictwa. Później został adoptowany przez Green Arrowa (Olivera Queena), który uczynił z niego swojego pomocnika o pseudonimie Speedy. W tym okresie aktywny był w drużynie Teen Titans. Kiedy jego mentor wyruszył wraz z Green Lanternem (Halem Jordanem) w podróż po Ameryce, Roy uzależnił się od heroiny (chłopak obwinił za swój stan Olivera, który jego zdaniem za mało poświęcał mu uwagi). Od tamtej pory działał pod kilkoma pseudonimami: wpierw jako Arsenal, a później jako Red Arrow.

### Mia Dearden
Początkowo Mia była nieletnią prostytutką, którą Oliver uratował na krótko po swoim zmartwychwstaniu. Dostrzegając w niej spory potencjał, Green Arrow zaopiekował się nią, a następnie wyszkolił na następcę Roya. Odtąd Mia zaczęła wspierać Olivera w walce z przestępczością. Później odkryła, że jest zakażona wirusem HIV.

## Wersje alternatywne
Postacie posługujące się pseudonimem Speedy pojawiały się niektórych komiksach z serii Elseworlds lub innych historiach niekanonicznych, która przedstawiają znanych bohaterów uniwersum DC w zupełnie innych realiach i czasach:
- W Przyjdź Królestwo (Kingdom Come) autorstwa Marka Waida i Alexa Rossa, Roy Harper zakończył współpracę z Green Arrowem i teraz stał się samodzielnym pogromcą zbrodni, znanym jako Red Arrow. Wraz z byłą przestępczynią Cheshire ma córkę nazywaną Red Hood. Roy dołączył do reaktywowanej przez Supermana drużyny Justice League, która postawiła sobie za cel ukrócenie samowoli nowego pokolenia nadludzi, natomiast jego córka przyłączyła się do outsiderów Batmana. Zginął wraz z córką i innymi superbohaterami, kiedy w czasie walki pomiędzy członkami Justice League a zbuntowanymi więźniami specjalnego więzienia, na pole bitwy zrzucono bombę atomową.

## W innych mediach

### Seriale i filmy aktorskie

#### Tajemnice Smallville
W serialu telewizyjnym Tajemnice Smallville (Smallville) emitowanym w stacji The CW w latach 2001–2011, w postać Mii Dearden wcieliła się Elise Gatien. Pojawiła się wpierw w szóstym odcinku (Crossfire), a następnie w dziesiątym (Disciple) dziewiątego sezonu serialu. Podobnie jak w wersji komiksowej, także tutaj Mia była prostytutką. Wpierw zostaje dostrzeżona przez Olivera Queena (Justin Hartley) w czasie udziału w nielegalnych walkach. Będąc pod wrażeniem jej umiejętności walki i radzenia sobie w trudnych sytuacjach, Oliver decyduje się wziąć ją pod swoje skrzydła. Mimo otrzymania pomocy, zdradza ona Olivera, który zostaje porwany wraz z Lois Lane (Erica Durance) przez sutenera dziewczyny o imieniu Ricky (Michael Adamthwaite). Wszystkich później ratuje Clark Kent (Tom Welling). Mimo zdrady, Oliver daje jej drugą szansę.

#### Arrow
W serialu telewizyjnym Arrow emitowanym od 2012 roku na stacji The CW, termin Speedy zostaje pierwszy raz użyty jako przezwisko siostry Olivera (Stephen Amell) o imieniu Thea (Willa Holland). Pełne nazwisko tej postaci brzmi Thea Dearden Queen (nawiązanie do Mii Dearden). Thea jest młodszą siostrą Olivera. Zakochuje się w Royu Harperze (Colton Haynes), chłopaku który ukradł jej niegdyś torebkę. Na krótko uzależnia się od narkotyków, ale udaje jej się wyjść z nałogu. W drugim sezonie prowadzi ona klub Olivera i wciąż żyje w związku z Royem. W końcu wychodzi na jaw, że biologicznym ojcem Thei jest złoczyńca Malcolm Merlyn (John Barrowman), który po uratowaniu jej życia, nakłania ją do opuszczenia Starling City.
Jednocześnie pojawia się postać Roya Harpera, w którego rolę wciela się Colton Haynes. Zadebiutował on w odcinku Złodziej zwany Dodgerem (Dodger) pierwszego sezonu. Pochodzi on z Glades, najbiedniejszej dzielnicy Starling City. Pierwszy raz pojawił się jako pospolity złodziej, który ukradł torebkę Thei (Willa Holland). Później między nim, a Theą zaczyna rodzić się miłość. Po tym jak w odcinku Zbawienie (Salvation) Oliver ratuje mu życie jako zakapturzony mściciel, Roy postanawia pójść w ślady swojego wybawcy. W drugim sezonie postać Harpera pojawia się regularnie. Odtąd chłopak rozpoczyna na własną rękę walkę z pospolitą przestępczością na ulicach Starling City. Zostaje porwany przez Brother Blooda (Kevin Alejandro), który podaje mu serum o nazwie Mirakuru, zwiększające jego tężyznę fizyczną, zdolności gojenia się ran, ale też zwiększające jego agresję. Mając w pamięci wydarzenia z czasu pobytu na wyspie, kiedy to Mirakuru zmieniło byłego przyjaciela Olivera o nazwisku Slade'a Wilsona (Manu Bennett) w nieobliczalnego złoczyńcę, ten stara się szkolić Roya, by był w stanie zapanować nad swoimi nadludzkimi mocami. W końcu Oliver wyjawia mu swój sekret bycia zamaskowanym mścicielem. W odcinku Drapieżne ptaki (Birds of Prey) Oliver nazywa go przezwiskiem swojej siostry – Speedy, jednak ten nie jest zbyt z tego powodu zadowolony i stanowczo nie życzy sobie by tak go nazywać. Pod koniec drugiego sezonu Roy zostaje wyleczony z Mirakuru i otrzymuje od Arrowa czerwoną maskę. Zostaje wyszkolony w sztukach walki i łucznictwie, by odtąd mógł stać się pełnoprawnym pomocnikiem superbohatera. Roy postanawia stanąć u boku Arrowa w obronie miasta przed armią Slade'a, ale kosztem tego jest jego związek z Theą. W trzecim sezonie zostaje pomocnikiem Arrowa o pseudonimie Arsenal i otrzymuje własny czerwony kostium.

### Seriale i filmy animowane

#### Wczesne animacje
Pierwszy raz w wersji animowanej postać Speedy'ego/Roya Harpera pojawia się w segmencie poświęconym Teen Titans, serialu animowanego The Superman/Aquaman Hour of Adventure. Głosu postaci użyczył Pat Harrington, Jr.

#### DC Animated Universe
W serialu animowanym Liga Sprawiedliwych Bez Granic (Justice League Unlimited) pojawia się Speedy/Roy Harper. Debiutuje on w odcinku Akt patriotyzmu (Patriot Act) jako były pomocnik Green Arrowa, który wspiera go i pozostałych członków Ligi w starciu ze zmutowanym generałem Eilingem. Głosu postaci podłożył aktor Mike Erwin.

#### Batman: The Brave and the Bold
W serialach animowanym Batman: Odważni i bezwzględni (Batman: The Brave and The Bold) Roy Harper pojawia się w odcinku Zmierzch umarlaka (Dawn of the Dead Man!). Głosu postaci w oryginalnej wersji językowej użyczył Jason Marsden, natomiast w polskiej wersji językowej – Piotr Bajtlik.

#### Teen Titans
W serialu animowanym Młodzi Tytani (Teen Titans) z lat 2003–2006 pojawia się Speedy (Roy Harper), który w polskiej wersji językowej jest nazywany Szybkim. Jednak jak w przypadku innych bohaterów tej animacji jego prawdziwa tożsamość nie zostaje podana. Zostaje przedstawiony jako członek Tytanów Wschodu. Jest znakomitym łucznikiem, który wykorzystuje zaawansowane technologicznie strzały, podobne go gadżetów używanych przez Robina. W swoim debiucie w odcinku Stawka większa niż wszystko (Winner Take All) drugiego sezonu, bierze wraz z męskimi członkami Młodych Tytanów udział w turnieju bohaterów zorganizowanym przez Mistrza Gry. W finałowej walce przegrywa on z Robinem, który łamie mu łuk. Powraca on w trzecim sezonie w dwuodcinkowej historii Tytani Wschodu (Titans East). W drugim odcinku Szybki znajduje się pod kontrolą złoczyńcy Brata Krwiaka (w polskiej wersji nazwa Brother Blooda), jednak z opresji ratują go Młodzi Tytani. Pojawia się jeszcze w odcinkach Calling All Titans i Titans Together piątego sezonu, gdzie zostaje porwany przez Cheshire. Później się uwalnia i pomaga pozostałym Tytanom w rozprawieniu się z grupą złoczyńców Brotherhood of Evil. W oryginalnej wersji językowej głosu postaci użyczył Mike Erwin, natomiast w polskiej wersji językowej – Wojciech Paszkowski.

#### Young Justice
W serialu animowanym Liga Młodych (Young Justice) Roy Harper jest jednym z głównych bohaterów. W odcinku pilotażowym Dzień Niepodległości (Independence Day), Roy miał dołączyć do drużyny młodych pomagierów członków Justice League, jednak zamiast tego, urażony pomocnik Green Arrowa postanowił zerwać współpracę ze swoim mentorem i pójść własnymi ścieżkami. Później przyjął nowy pseudonim – Czerwona Strzała. W finale pierwszego sezonu pod tytułem Stara znajomość (Auld Acquaintance) wychodzi na jaw, że prawdziwy Roy został uprowadzony przez Lex Luthora i jego współpracowników. W ramach programu Cadmus został sklonowany. Jego klon miał być kretem, szpiegującym dla tajnej organizacji złoczyńców o nazwie „Błysk”, zaś prawdziwy Roy został zamrożony na 8 lat.
W drugim sezonie noszącemu tytuł Liga Młodych: Inwazja (Young Justice: Invasion), prawdziwy Roy Harper był poszukiwany przez swojego klona – Czerwoną Strzałę i jego żonę Cheshire (siostrę Artemis). Po długich poszukiwaniach, został odnaleziony w tybetańskim klasztorze. Jego prawa ręka była amputowana, aby dostarczyć materiału genetycznego naukowcom z Cadmus. Prawdziwy Roy zaczął obwiniać Green Arrowa o niepodjęcie jakichkolwiek kroków, mających uratować go przed Luthorem. Później chłopak próbował zabić sprawcę swojego nieszczęścia, jednak przemysłowiec ocalił swoje życie, oferując mu zrobotyzowaną protezę ramienia. Roy przystał na ofertę złoczyńcy i odtąd zaczął nazywać się Arsenałem. W oryginalnej wersji językowej głosu postaci użyczył Crispin Freeman, natomiast w polskiej wersji językowej kolejno – Krzysztof Cybiński, Jacek Kopczyński i Waldemar Barwiński.

#### Teen Titans Go!
W serialu animowanym Młodzi Tytani: Akcja! (Teen Titans Go!), będącym komediowym spin-offem poprzedniego serialu, Speedy (Roy Harper) jest postacią drugoplanową. Pojawia się pierwszy raz w odcinku Randka (The Date), gdzie umawia się na randkę z Gwiazdką, co nie szczególnie podoba się Robinowi. Głosu postaci użyczył Scott Menville.